# Fungiina
Sous-ordre
Fungiina est un sous-ordre de scléractiniaires (coraux durs).

## Liste des familles
Selon ITIS (31 janvier 2014) :
- famille Agariciidae Gray, 1847
- famille Fungiacyathidae Chevalier, 1987
- famille Fungiidae Dana, 1846
- famille Micrabaciidae Vaughan, 1905
- famille Poritidae Gray, 1842
- famille Siderastreidae Vaughan & Wells, 1943
- famille Thamnasteriidae Vaughan & Wells, 1943

Selon Fossilworks (16 novembre 2018) :
- super-famille Agariciicae Gray, 1847
  - famille Agariciidae Gray, 1847
  - famille †Calamophylliidae Vaughan et Wells, 1943
- super-famille Fungiicae Dana, 1846
  - famille Cyclolitidae d'Orbigny, 1851
  - famille Fungiidae Dana, 1846
  - famille Micrabaciidae Vaughan, 1905
- super-famille Poriticae Gray, 1842
  - famille Actinacididae Vaughan et Wells, 1943
  - famille Poritidae Gray, 1842